# Вихман, Тамаш
Та́маш Ви́хман (венг. Tamás Wichmann; 4 февраля 1948, Будапешт — 12 февраля 2020) — венгерский гребец-каноист, выступал за сборную Венгрии в конце 1960-х — начале 1980-х годов. Бронзовый и дважды серебряный призёр летних Олимпийских игр, девятикратный чемпион мира, трёхкратный чемпион Европы, победитель многих регат национального и международного значения.

## Биография
Тамаш Вихман родился 4 февраля 1948 года в Будапеште. Активно заниматься греблей начал в раннем детстве, проходил подготовку в разных столичных спортивных клубах, в том числе состоял в таких объединениях как Egyetértés, Magyar Testgyakorlók Köre и Vörös Meteor.
Первого серьёзного успеха на взрослом международном уровне добился в 1966 году, когда попал в основной состав венгерской национальной сборной и побывал на чемпионате мира в Восточном Берлине, откуда привёз награду серебряного достоинства, выигранную в зачёте одиночных каноэ на дистанции 1000 метров. Год спустя на чемпионате Европы в немецком Дуйсбурге получил серебро в километровой гонке одиночек и золото в километровой гонке двоек. Благодаря череде удачных выступлений удостоился права защищать честь страны на летних Олимпийских играх 1968 года в Мехико — в двухместном каноэ на тысяче метрах вместе с напарником Дьюлой Петриковичем завоевал серебряную медаль, уступив в финале лишь немецкому экипажу.
В 1969 году Вихман выступил на европейском первенстве в Москве, одержав победу в одиночках на километре и на десяти километрах. В следующем сезоне на мировом первенстве в Копенгагене стал чемпионом в одиночках на десяти тысячах метров и серебряным призёром в двойках на тысяче. Ещё через год на аналогичных соревнованиях в югославском Белграде трижды поднимался на пьедестал почёта: взял серебро в одиночках на дистанции 500 метров, а также золото в одиночках на дистанции 10000 метров и в двойках на дистанции 1000 метров. Будучи одним из лидеров гребной команды Венгрии, благополучно прошёл квалификацию на Олимпийские игры 1972 года в Мюнхене и вновь удостоился серебряной олимпийской медали — на сей раз в одиночках на тысяче метрах, проиграв в решающем заезде румыну Ивану Пацайкину.
На чемпионате мира 1973 года в финском Тампере Вихман вновь попал в число призёров в трёх разных дисциплинах, тем не менее, во всех трёх вынужден был довольствоваться бронзовыми наградами: С-1 1000 м, С-1 10000 м, С-2 1000 м. На следующем мировом первенстве, прошедшем в Мехико, добился успеха только в одной дисциплине, в одиночках на десяти тысячах метров, но зато получил медаль высшего золотого достоинства. Год спустя в Белграде выиграл бронзу в километровой гонке одиночных каноэ. Позже отправился представлять страну на Олимпиаде 1976 года в Монреале — в той же километровой одиночной дисциплине выиграл бронзу — лучше него финишировали только югослав Матия Любек и советский гребец Василий Юрченко.
После третьей в своей карьере Олимпиады Тамаш Вихман остался в основном составе венгерской национальной сборной и продолжил принимать участие в крупнейших международных регатах. Так, в 1977 году он съездил на чемпионат мира в Софию, где завоевал золото в десятикилометровой программе одиночных каноэ. Год спустя на мировом первенстве в Белграде добавил в послужной список две серебряные награды, добытые в одиночках на километре и десяти километрах. Ещё через год на аналогичных соревнованиях в Дуйсбурге в тех же дисциплинах одолел всех соперников и стал лучшим. За это выдающееся достижение по итогам сезона признан лучим спортсменом Венгрии. Выступил, помимо всего прочего, и на Олимпийских играх 1980 года в Москве, но на сей раз остался без медалей — в одиночках на тысяче метрах показал в решающем заезде девятый результат, тогда как на пятистах метрах финишировал в финале четвёртым, немного не дотянув до призовых позиций.
В 1981 году на чемпионате мира в английском Ноттингеме Вихман завоевал золотую медаль в одиночках на десяти тысячах метров, а затем на мировом первенстве в Белграде в следующем сезоне повторил это достижение, став таким образом девятикратным чемпионом мира по гребле на байдарках и каноэ. В последний раз сколько-нибудь значимый результат показал в 1983 году, когда на чемпионате мира в Тампере выиграл бронзу — в той же одиночной десятикилометровой дисциплине. Вскоре по окончании этих соревнований принял решение завершить спортивную карьеру, уступив место в сборной молодым венгерским гребцам.
Завершив спортивную карьеру, работал тренером по гребле. В качестве актёра снялся в нескольких художественных фильмах, в том числе в таких лентах как «Заколдованный доллар» и «Гармонии Веркмейстера». За выдающиеся достижения на спортивном и тренерском поприще в 2008 году награждён крестом ордена «За заслуги» Венгрии.